# Sumner Lincoln Fairfield
Sumner Lincoln Fairfield (ur. 1803 w Warwick, zm. 1844 w Nowym Orleanie) – poeta i prozaik amerykański. 
Urodził się w Warwick 25 czerwca 1803. 
Był wydawcą czasopisma North American Magazine. Wydał The Battle of Borodino (1821), The Siege of Constantinople A Poem (1822), Memoirs of the Life of Mrs. Lucy Fairfield (1823), Poems (1823), Lays of Melpomene (1824), Mina. A Dramatic Sketch, with Other Poems (1825), The Sisters of St. Clara (1825), The Passage of the Sea. A Poem: with Other Pieces (1826), The Heir of the World, and Lesser Poems (1829), Abaddon, the Spirit of Destruction; and Other Poems (1830), The Last Night of Pompeii. A Poem, and Lays and Legends (1832) i The Poems and Prose Writings of Sumner Lincoln Fairfield In Two Volumes; Vol. I. (1841). 
Zmarł w Nowym Orleanie 6 marca 1844.